# Lotniki
Lotniki – grupa skał na Wzgórzu Dumań w Dolinie Kobylańskiej na Wyżynie Olkuskiej, w miejscowości Karniowice, w gminie Zabierzów, powiecie krakowskim, województwie małopolskim. Znajdują się w lesie, w orograficznie lewych zboczach północnej części doliny, nieco poniżej miejsca, w którym idący dnem doliny szlak turystyczny z Kobylan opuszcza las i wychodzi na pola uprawne Będkowic. Lotniki znajdują się w zboczach bocznego jaru uchodzącego do Doliny Kobylańskiej i są pierwszą od góry grupą skał{. Połączone są z Pochyłą Grania w duży masyw skalny widoczny ze szlaku turystycznego.
Dolina Kobylańska jest jednym z najbardziej popularnych terenów wspinaczki skalnej. Lotniki znajdują się w lesie na stromym stoku. Są lite, połogie i mają dobrą asekurację. Zbudowane są z wapienia, mają wysokość 10–14 m, połogie i pionowe lub przewieszone ściany. Są w nich takie formacje skalne jak filar, komin i zacięcie. Wspinacze skalni zaliczają je do Grupy nad Źródełkiem. Poprowadzili na nich 30 dróg wspinaczkowych o trudności od II+ do VI.3+ w skali Kurtyki. Niemal wszystkie mają zamontowane stałe punkty asekuracyjne: ringi (r) i stanowisko zjazdowe (st).
W Lotnikach znajdują się trzy jaskinie: Grotka w Kominie, Okap z Ośmiornicą i Jaskinia Kowalskiego. Tuż poniżej Lotników znajduje się Słoneczna Turnia.

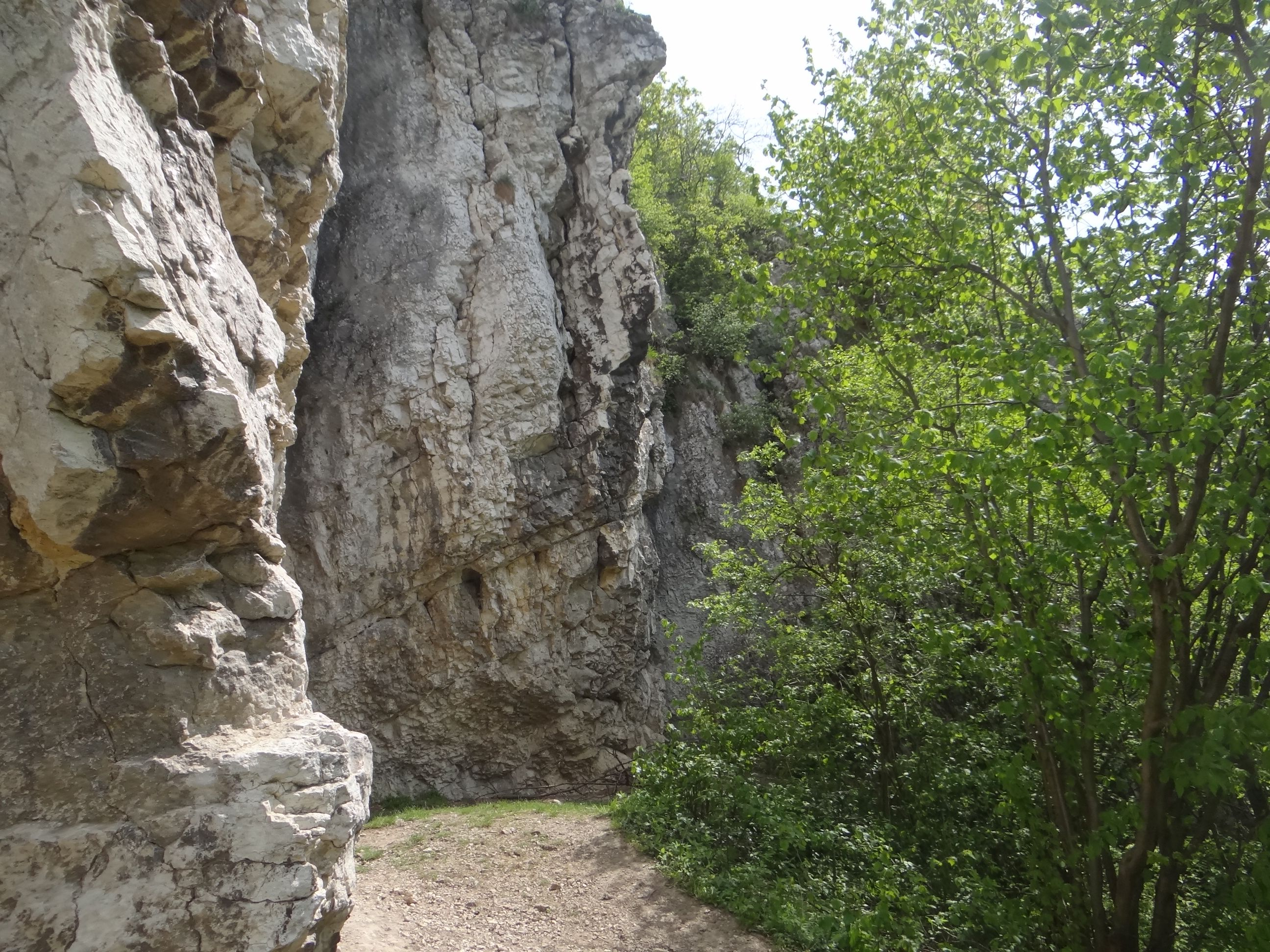
Lotniki od zachodu
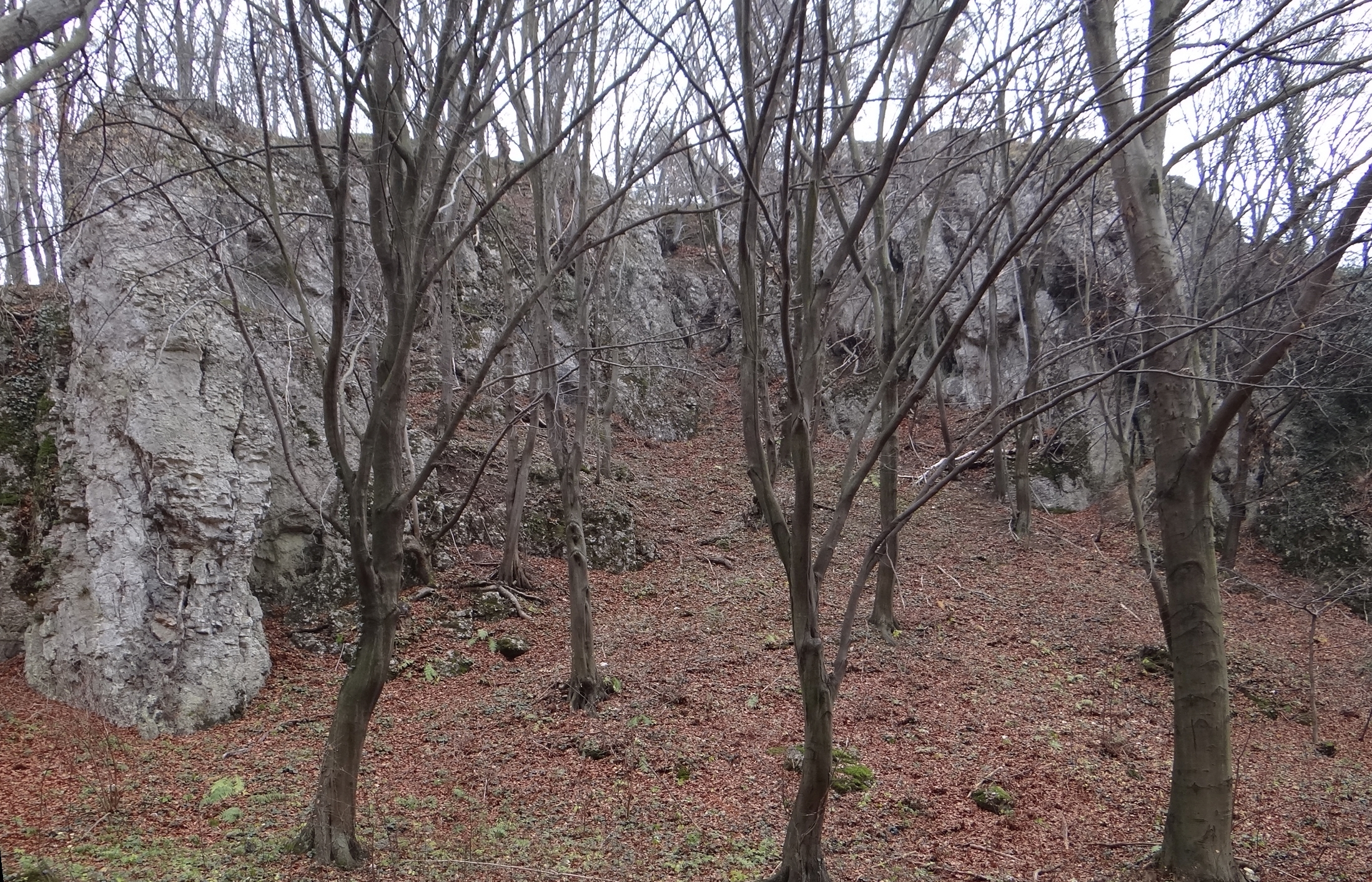
Lotniki, widok z dna doliny
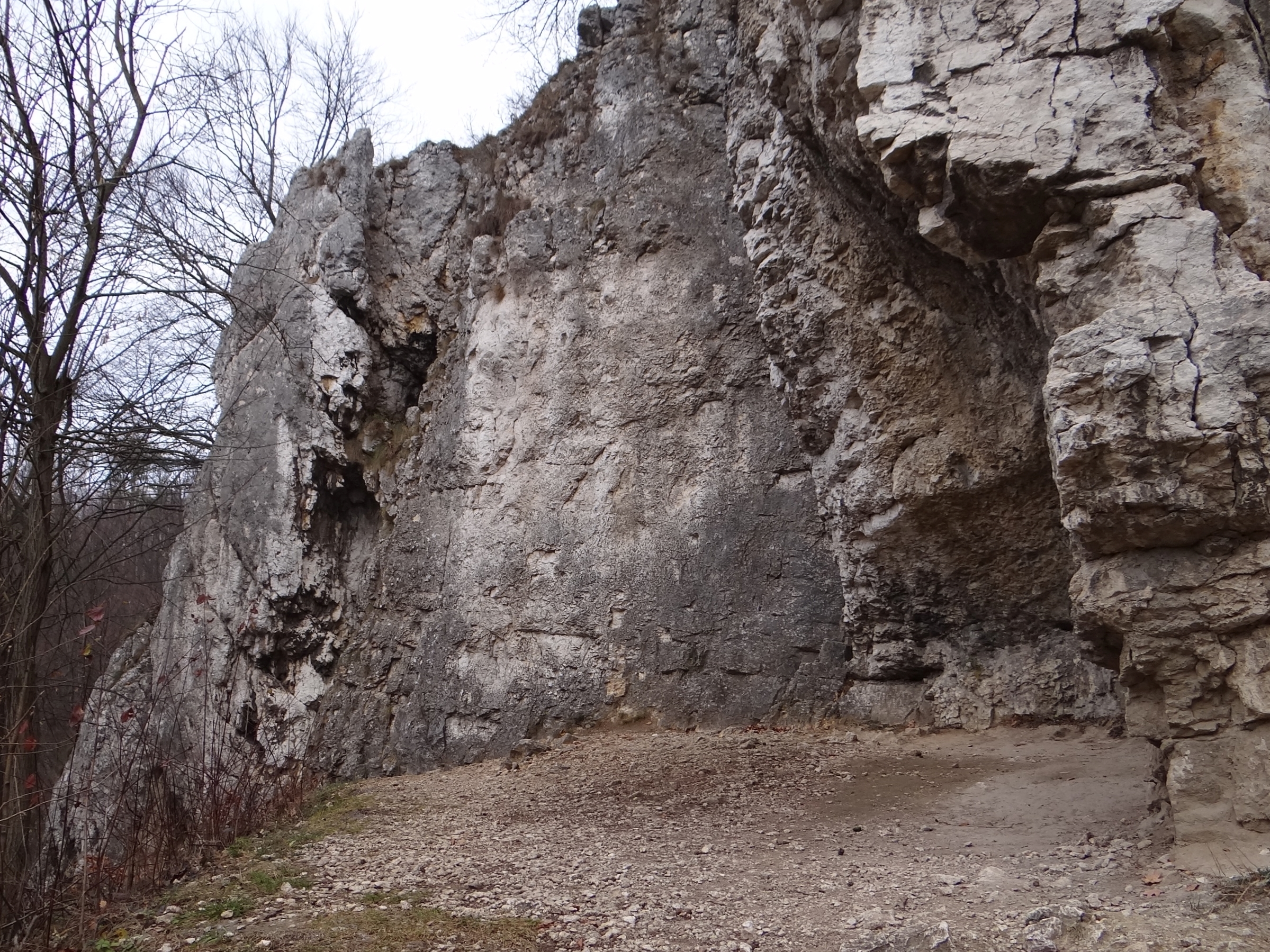
Lotniki od południowego wschodu
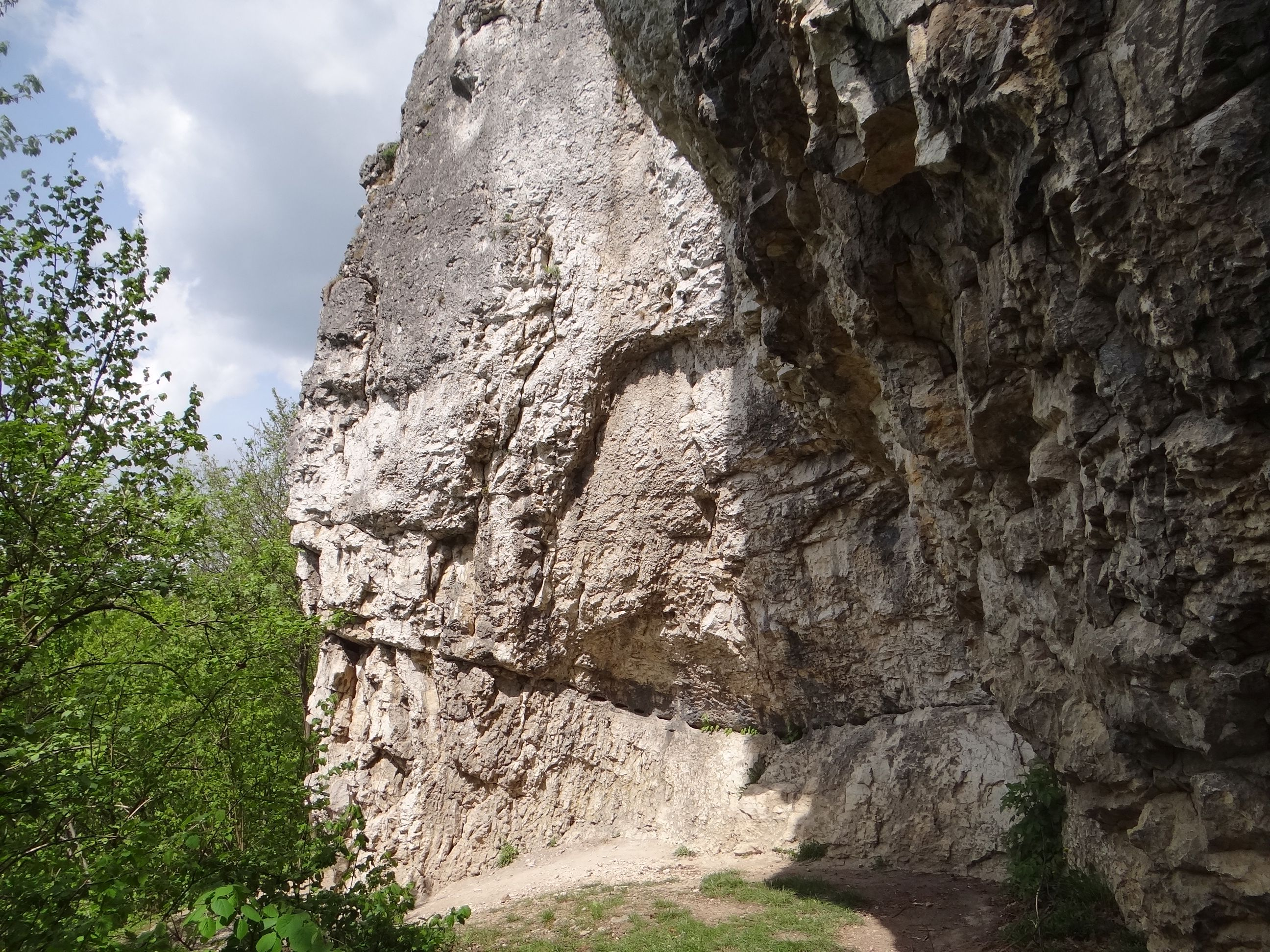
Lotniki, III filarek
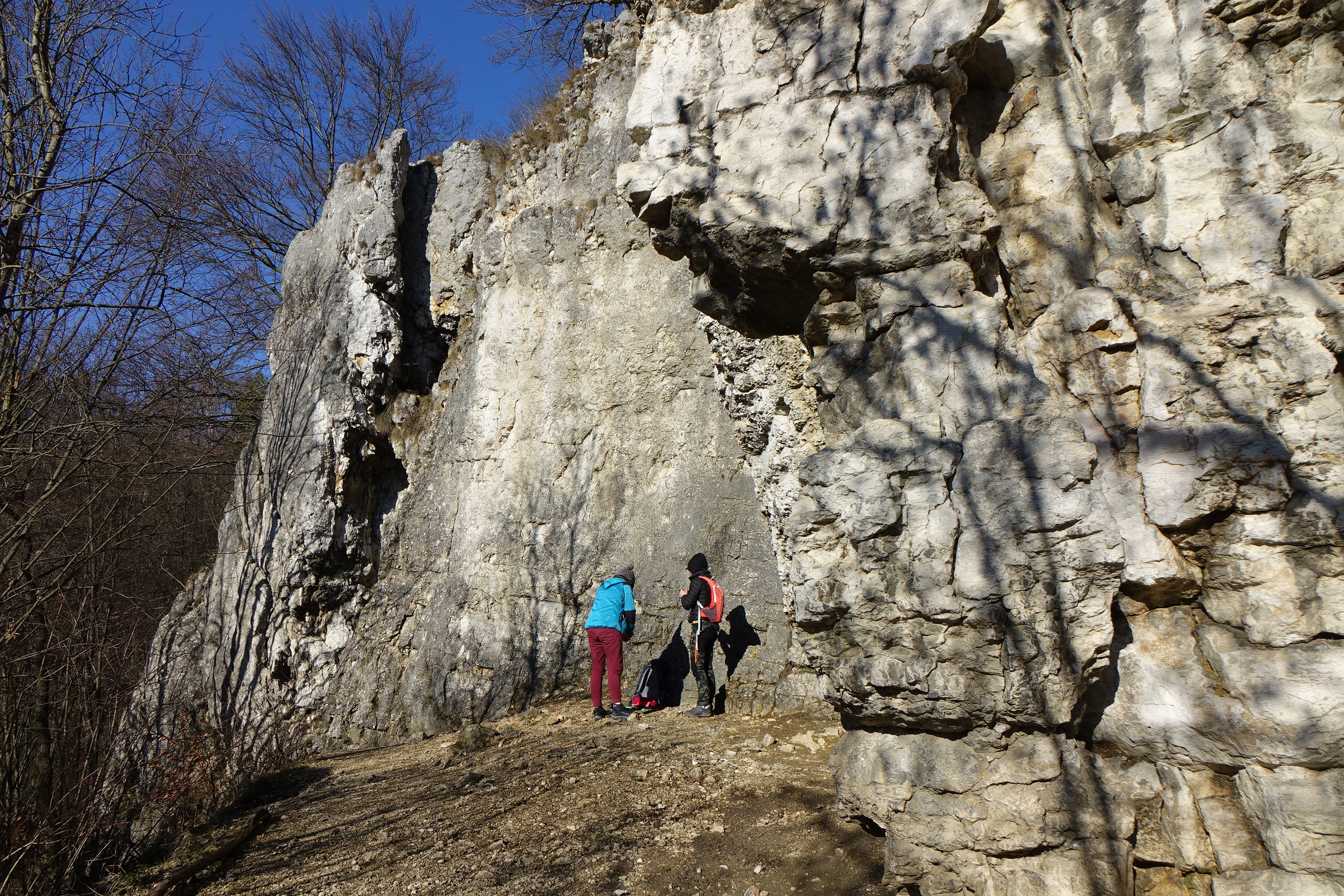
I Filarek i Grotka w Kominie

## Drogi wspinaczkowe
Pierwszy Filarek
1. Lewy pierwszy filarek; III+, 4r + st, 14 m
2. Pierwszy filarek; IV+, 4r + st, 14 m
3. Pierwszy filarek wprost; VI, 5r + st, 14 m
4. Kant pierwszego filarka; V+, 14 m
5. Komin z grotką; II

Pierwszy filarek II
1. Kinder niespodzianka; IV+, 4r + st
2. Jajo Kurtyki; VI.1+, 3r + st
3. Droga Góreckich; VI.2+, 4r + st, 12 m
4. Droga Marcinga; VI.3, 4r + st, 12 m
5. Błotny komin; IV, 6r + st, 12 m
6. Schodki; V, 5r + st
7. Schodki wprost; V+, 4r + st

Drugi filarek
1. Watykańska ruletka; VI.2+/3, 5r + st, 12 m
2. Ścianka Kwaśnego; VI, 6r + st, 12 m
3. Stary filarek; V+, 6r + st, 12 m
4. Panika tucznika; VI.3+, 5r + st, 12 m

Drugi filarek II
1. Wyjście awaryjne; VI.2+, 6r + st, 12 m
2. Lewe Lotniki; V, 4r + st, 12 m

Trzeci filarek
1. Kant Lotników; V+, 12 m
2. Prawe Lotniki; IV+, 5r + st, 12 m
3. Syndrom Kobylan; VI.1+, 6r + st, 12 m
4. Bardzo prawe Lotniki; VI+, 3r + st, 12 m
5. Nadzwyczaj prawe Lotniki; VI.1+, 5r + st, 12 m
6. Skrajnie prawe Lotniki; VI.2+, 4r + st, 12 m

Trzeci filarek II
1. Kompromis; VI.2, 4r + st, 12 m
2. Przewieszony komin; V+, 3r + st, 12 m
3. Heinrichówka; VI.1, 4r + st, 12 m
4. Lewy trzeci filarek; VI, 4r + st, 12 m
5. Tenis w porcie; VI.1+, 6r + st, 12 m
6. Komin Kowalskiego; III[2].